# Neftekumsk
Neftekumsk (in caratteri cirillici Нефтеку́мск) è una cittadina della Russia ciscaucasica (Kraj di Stavropol'), situata nei pressi del fiume Kuma, 305 chilometri a est del capoluogo del territorio, Stavropol'; è il capoluogo amministrativo del distretto omonimo.
Le origini della cittadina risalgono alla scoperta, il 23 luglio 1953, di un pozzo petrolifero nelle vicinanze del piccolo villaggio Kamyš-Burun, di fondazione ottocentesca. A questa scoperta seguirono altre simili, che rivelarono la presenza di un importante giacimento petrolifero. Per sfruttarne le potenzialità, il 5 aprile 1958 si decise la costruzione di Neftekumsk, con decreto del presidium del soviet supremo della Repubblica Socialista Federativa Sovietica Russa. Precedentemente, la zona era frequentata solo da popolazioni nomadi. Lo status di città fu riconosciuto nel 1968. 
Il nome della città ricorda la sua origine: in russo, infatti, neft (Нефт) significa "petrolio".

## Società

### Economia
Dal 2005, la società che si occupa dell'estrazione del petrolio e del gas nell'area di Neftekumsk è la "Stavropol neftegaz"

### Trasporti
La stazione ferroviaria più vicina si trova a 70 chilometri, a Budënnovsk.

### Evoluzione demografica
Nell'elenco seguente è riportata l'evoluzione demografica di Neftekumsk
- 1959: 1.700
- 1979: 20.200
- 1989: 22.100
- 2002: 27.395
- 2007: 26.700

## Stele del confine tra Europa ed Asia e stemma della città

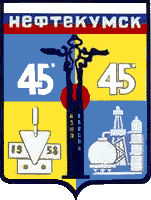
Lo stemma di Neftekumsk

Neftekumsk è situata all'estremità orientale della depressione del Kuma-Manyč e dunque sulla più diffusa linea convenzionale che divide l'Europa dall'Asia. Lungo tutto il confine terrestre euroasiatico sorgono centinaia di monumenti che ne segnano il percorso, e così è anche a Neftekumsk. La stele reca sun un lato la scritta Европа ("Europa"), sull'altro la scritta Азия ("Asia") ed è sormontata da due statue allegoriche che raffigurano i due continenti; si tratta di due figure femminili affrontate nell'atto di unire un cerchio aperto in basso, che dunque simboleggiano il ruolo della città come punto d'incontro e di unione tra i due continenti.

Il primo stemma di Neftekumsk, simile all'attuale, è stato sviluppato nel 1998 dall'amministrazione comunale in occasione dell'imminente celebrazione del 40º anniversario della città. Il 26 dicembre 2001 fu approvato un ridisegno dello stemma, ad opera di Tat'yana Iosifovna Butova, la direttrice della scuola d'arte per bambini di Neftekumsk. 
La figura principale dello stemma è la stele "Europa - Asia", che indica la particolare posizione geografica della città, che sorge proprio sul confine continentale, e riflette la composizione multietnica della popolazione che vive in città, nata per l'afflusso di persone da tutto il paese, giunte per lavorare nel settore petrolifero. Ai lati della stele è presente la scritta 45°, ripetuta due volte, per indicare che Neftekumsk sorge all'incrocio tra il 45º parallelo e il 45º meridiano. In basso a sinistra è raffigurata una cazzuola edile e la scritta "1958" (data di fondazione della città), mentre a destra sono raffigurate delle strutture petrolchimiche, atte a simboleggiare la principale specificità della "città dei lavoratori del petrolio".